# Autoestrada N916

A Rota Nacional 916 ou N916 é uma estrada nas Filipinas, tem 11 km (6.8 mi), estrada de duas a quatro faixas que consiste em três ruas principais diferentes na cidade de Davao . É uma das principais estradas da cidade que liga a parte ocidental e oriental de Davao.